# Đại hội Đảng Lao động Dân chủ Xã hội Nga (Bolshevik) lần thứ VI
Đại hội Đảng lần thứ 6 Đảng Lao động Dân chủ Xã hội Nga (Bolsheviks) đã được tổ chức trong thời gian từ ngày 26/7 - 3/8/1917 (lịch Nga 8 - 16/8/1917) ở Petrograd. Đại hội đã bầu ra Ban chấp hành Trung ương Đảng Lao động Dân chủ Xã hội Nga (Bolsheviks) khóa VI.
Đại hội được tổ chức một cách hợp pháp vào giữa cuộc cách mạng tháng Hai và tháng Mười, đây là đại hội đầu tiên diễn ra ở Nga kể từ đại hội lần thứ nhất và lần cuối cùng không được tổ chức tại Moskva. Đảng sáp nhập với Mezhraiontsy.